# Estonian Air
Estonian Air var det nationale flyselskab i Estland. Selskabet var ejet af den estiske stat (90 %) og SAS Group (10 %), med hub på Lennart Meri Tallinn Airport i den estiske hovedstad Tallinn. Selskabet startede flyvningerne 1. december 1991.

## Historie
Efter Estland blev erklæret selvstændigt i august 1991, ville landets regering starte et nationalt flyselskab. Dette skete med fly fra flyselskabet Aeroflots nedlagte afdeling i Tallinn. Flyvningerne startede 1. december 1991 med ruter til Stockholm, Helsinki og Frankfurt. Måneden efter kom også Amsterdam og København på destinationskortet.
Estonian Air havde i november 2011 i alt 8 fly i flåden. De største var to Boeing 737-500 og Boeing 737-300. Derudover havde selskabet to nye fly af typen Bombardier CRJ900 med plads til 88 passagerer, samt to eksemplarer af 33-sæders Saab 340.
Selskabet indgav den 7. november 2015 konkursbegæring efter at Europa-Kommissionen afgjorde at den statsstøtte, selskabet har modtaget, er ulovlig og derfor skal tilbagebetales.